# Halterofilismo nos Jogos Olímpicos de Verão da Juventude de 2010 - Até 48 kg feminino
A competição da categoria até 48 kg feminino do halterofilismo nos Jogos Olímpicos de Verão da Juventude de 2010 foi disputada no dia 15 de agosto, às 14:30 (UTC+8), no Toa Payoh Sports Hall, em Cingapura. Oito halterofilistas participaram deste evento, limitado a atletas com peso corporal inferior a 48 kg.
Cada competidora realizou os movimentos de arranque e arremesso, com o resultado final sendo a soma do maior peso levantado em cada movimento. A atleta tinha o direito de realizar três tentativas em cada movimento, sendo que as duas piores eram descartadas.

## Medalhistas
| Ouro   | CHN Tian Yuan             |
| Prata  | THA Sirivimon Pramongkhol |
| Bronze | VEN Genesis Rodriguez     |

## Resultados
| Pos.              | Atleta                    | Peso corporal (kg) | Arranque (kg) | Arranque (kg) | Arranque (kg) | Arranque (kg) | Arremesso (kg) | Arremesso (kg) | Arremesso (kg) | Arremesso (kg) | Total (kg) |
| Pos.              | Atleta                    | Peso corporal (kg) | 1             | 2             | 3             | Res.          | 1              | 2              | 3              | Res.           | Total (kg) |
| ----------------- | ------------------------- | ------------------ | ------------- | ------------- | ------------- | ------------- | -------------- | -------------- | -------------- | -------------- | ---------- |
| Medalha de ouro   | CHN Tian Yuan             | 47,82              | 75            | 80            | 85            | 85            | 95             | 100            | 105            | 105            | 190        |
| Medalha de prata  | THA Sirivimon Pramongkhol | 47,04              | 65            | 68            | 70            | 68            | 89             | 95             | 100            | 95             | 163        |
| Medalha de bronze | VEN Genesis Rodriguez     | 47,57              | 67            | 70            | 71            | 71            | 81             | 83             | 87             | 83             | 154        |
| 4                 | VIE Thi Hong Nguyen       | 45,82              | 65            | 70            | 70            | 70            | 75             | 81             | 87             | 81             | 151        |
| 5                 | IND Santoshi Matsa        | 47,84              | 62            | 62            | 65            | 65            | 80             | 85             | 85             | 85             | 150        |
| 6                 | ESP Atenery Hernandez     | 47,93              | 60            | 63            | 65            | 63            | 73             | 76             | 78             | 76             | 139        |
| 7                 | MYA Kay Khine Khine       | 45,33              | 50            | 55            | 58            | 55            | 65             | 70             | 70             | 65             | 120        |
| 8                 | HUN Lilla Berki           | 46,03              | 40            | 43            | 46            | 46            | 53             | 57             | 60             | 57             | 103        |